# Contre-la-montre féminin des juniors aux championnats du monde de cyclisme sur route 2012
Navigation
2011 2013
Le contre-la-montre féminin des juniors aux championnats du monde de cyclisme sur route 2012 a lieu le 18 septembre 2012 dans la  province de Limbourg aux Pays-Bas.

## Participation
L'épreuve est réservée aux coureuses nées en 1994 et 1995. Comme c'est le cas pour les autres épreuves contre la montre, chaque fédération nationale peut engager deux coureuses partantes. La championne du monde et les championnes continentales sortantes du contre-la-montre peuvent être engagées en supplément de ce quota.

## Prix
1 380 euros sont distribués à l'occasion de cette épreuve : 767 euros au premier, 383 au deuxième et 230 au troisième.

## Parcours
Le parcours est long de 15,6 kilomètres. Le départ est situé à Eijsden et l'arrivée à Fauquemont. Le parcours comprend deux côtes : le Buker (900 mètres à 4,1 %). C'est la seule compétition de ces championnats du monde dont le parcours ne comprend pas le Cauberg.

## Classement
|                                    | Coureur                   | Pays           |    | Temps          |
| ---------------------------------- | ------------------------- | -------------- | -- | -------------- |
| Médaille d'or, Coupe du Monde      | Elinor Barker             | Royaume-Uni    | en | 22 min 26 s 29 |
| Médaille d'argent, Coupe du Monde  | Cecilie Uttrup Ludwig     | Danemark       | +  | 35 s 87        |
| Médaille de bronze, Coupe du Monde | Demi de Jong              | Pays-Bas       |    | 1 min 3 s 13   |
| 4                                  | Emily Roper               | Australie      |    | 1 min 8 s 18   |
| 5                                  | Ramona Forchini           | Suisse         |    | 1 min 10 s 42  |
| 6                                  | Eva Mottet                | France         |    | 1 min 11 s 59  |
| 7                                  | Christina Siggaard        | Danemark       |    | 1 min 13 s 26  |
| 8                                  | Corinna Lechner           | Allemagne      |    | 1 min 13 s 35  |
| 9                                  | Nicky Zijlaard            | Pays-Bas       |    | 1 min 14 s 84  |
| 10                                 | Lourdes Oyarbide Jimenez  | Espagne        |    | 1 min 15 s 26  |
| 11                                 | Lotte Kopecky             | Belgique       |    | 1 min 19 s 07  |
| 12                                 | Corine van der Zijden     | Pays-Bas       |    | 1 min 22 s 74  |
| 13                                 | Stella Riverditi          | Italie         |    | 1 min 23 s 16  |
| 14                                 | Alicja Ratajczak          | Pologne        |    | 1 min 26 s 56  |
| 15                                 | Anastasiia Iakovenko      | Russie         |    | 1 min 26 s 80  |
| 16                                 | Dana Lodewyks             | Belgique       |    | 1 min 27 s 46  |
| 17                                 | Georgia Baker             | Australie      |    | 1 min 28 s 47  |
| 18                                 | Addyson Albershardt       | États-Unis     |    | 1 min 29 s 23  |
| 19                                 | Allison Rice              | Australie      |    | 1 min 32 s 00  |
| 20                                 | Katarzyna Niewiadoma      | Pologne        |    | 1 min 32 s 71  |
| 21                                 | Grace Alexander           | États-Unis     |    | 1 min 36 s 64  |
| 22                                 | Gulnaz Badykova           | Russie         |    | 1 min 38 s 99  |
| 23                                 | Hanna Helamb              | Suède          |    | 1 min 39 s 13  |
| 24                                 | Anna Knauer               | Allemagne      |    | 1 min 39 s 49  |
| 25                                 | Milda Jankauskaitė        | Lituanie       |    | 1 min 41 s 15  |
| 26                                 | Simona Bortolotti         | Italie         |    | 1 min 43 s 73  |
| 27                                 | Alexandra Nessmar         | Suède          |    | 1 min 47 s 07  |
| 28                                 | Yao Pang                  | Hong Kong      |    | 1 min 55 s 35  |
| 29                                 | Manon Bourdiaux           | France         |    | 1 min 56 s 35  |
| 30                                 | Zavinta Titenyte          | Lituanie       |    | 1 min 57 s 71  |
| 31                                 | Heidi Dalton              | Afrique du Sud |    | 2 min 7 s 04   |
| 32                                 | Sheyla Gutierrez Ruiz     | Espagne        |    | 2 min 8 s 26   |
| 33                                 | Claudia Buitrago Calderon | Colombie       |    | 2 min 13 s 16  |
| 34                                 | Katsiaryna Piatrouskaya   | Biélorussie    |    | 2 min 21 s 25  |
| 35                                 | Erika Varela Huerta       | Mexique        |    | 2 min 22 s 63  |
| 36                                 | Antonela Ferencic         | Croatie        |    | 2 min 34 s 07  |
| 37                                 | Allyson Gillard           | Canada         |    | 3 min 6 s 37   |
| 38                                 | Aliaksandra Kazlova       | Biélorussie    |    | 3 min 22 s 49  |
| 39                                 | Olga Shekel               | Ukraine        |    | 3 min 36 s 91  |
| 40                                 | Saskia Kowalchuk          | Canada         |    | 4 min 47 s 56  |